# Pero a drážka

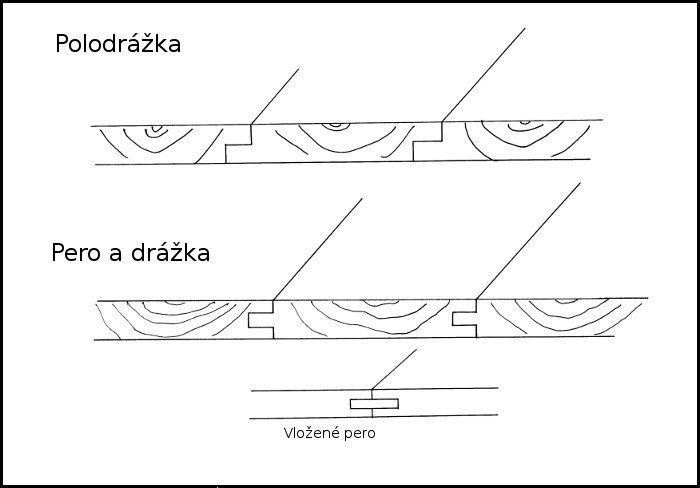
Truhlářské spoje: pero a drážka

Pero a drážka je truhlářský spoj tvořený zahloubenou drážkou a do ní zapadajícím podélným výstupkem – perem. Na rozdíl od čepování se nejčastěji uplatňuje při spojování plošných dílů, hlavně dřevěných prkenných i parketových podlah, dále při sesazování větších desek, například stolních, v konstrukci nábytku, dřevěných obkladů (palubky) a podobně.

## Postup výroby
Pero a drážka se tradičně vyrábělo pomocí dvojice hoblíků, pérkaře a žlábkovce (dušníku). Z jedné strany spoje je drážka, to znamená zahloubení uprostřed šířky prkna, na druhé straně je pero, jakýsi negativ drážky, to znamená, že prostřední část vystupuje ven a okraje jsou sníženy.
Variantou tohoto spoje je spoj s vloženým perem. Obě spojované strany mají drážku a pero tvoří samostatné prkénko z tvrdého dřeva (na obrázku spodní náčrtek).